# Velešín
Velešín là một thị trấn thuộc huyện Český Krumlov, vùng Jihočeský, Cộng hòa Séc.